# Robert Oppenheimer

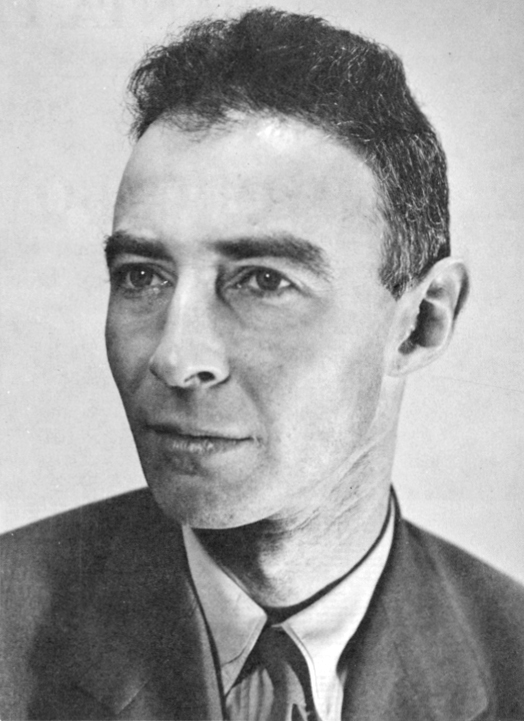
Robert Oppenheimer (ca. 1944)

Julius Robert Oppenheimer (* 22. April 1904 in New York City; † 18. Februar 1967 in Princeton, New Jersey) war ein amerikanischer theoretischer Physiker.
Oppenheimer wurde vor allem für seine Rolle als wissenschaftlicher Leiter des Manhattan-Projekts während des Zweiten Weltkriegs bekannt. Dieses im geheim gehaltenen Los Alamos National Laboratory in New Mexico durchgeführte Projekt hatte die Entwicklung der ersten Nuklearwaffen zum Ziel. Oppenheimer gilt als „Vater der Atombombe“, verurteilte jedoch ihren weiteren Einsatz, nachdem er die Folgen der Atombombenabwürfe auf Hiroshima und Nagasaki gesehen hatte.
Nach dem Krieg arbeitete Oppenheimer als Berater der 1946 neu gegründeten Atomenergiebehörde der Vereinigten Staaten und nutzte diese Position, um sich für eine internationale Kontrolle der Kernenergie und gegen ein nukleares Wettrüsten zwischen der Sowjetunion und den Vereinigten Staaten einzusetzen. Nachdem er sich mit seinen politischen Ansichten das Missfallen vieler Politiker während der McCarthy-Ära zugezogen hatte, wurde ihm am 29. Juni 1954 die Sicherheitsfreigabe entzogen. Von direkter politischer Einflussnahme ausgeschlossen, setzte er seine Arbeit als Physiker in Forschung und Lehre fort.
Knapp ein Jahrzehnt später wurde Oppenheimer 1963 als Zeichen seiner politischen Rehabilitierung der Enrico-Fermi-Preis verliehen.

## Leben

### Jugend und Studium

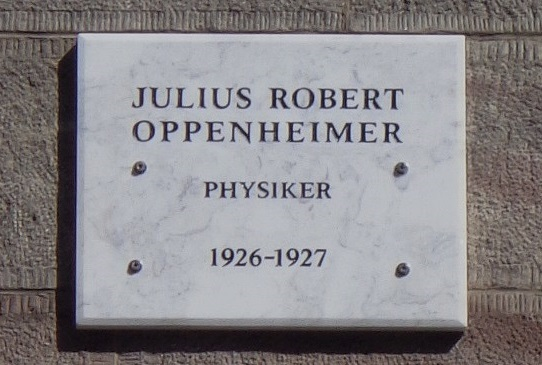
Göttinger Gedenktafel für Oppenheimer

Robert Oppenheimers Vater Julius Seligmann Oppenheimer (1871–1937) war 1888 als Textilimporteur in die Vereinigten Staaten eingewandert. Er kam aus dem hessischen Hanau und war Mitglied des jüdischen Geschlechts Oppenheimer. Roberts Mutter Ella Friedman (1869–1931) war Kunsterzieherin. Sie hatte eine Malereiausbildung in Paris absolviert und besaß ein Atelier in New York City. Roberts Bruder, Frank Oppenheimer (1912–1985), war ebenfalls Physiker.
Gemäß Oppenheimers Geburtsurkunde lautet sein Name Julius Robert. Die Entscheidung, dem Namen die Initiale „J.“ für Julius voranzustellen, traf er selbst spontan. Laut Oppenheimer selbst hat der Buchstabe allerdings keine Bedeutung.
Oppenheimer ging auf die Schule der New York Society for Ethical Culture in New York City. Ab der dritten Schulklasse erhielt er Unterricht von einem privaten Chemielehrer. Im Februar 1921 ging Oppenheimer mit zehn Bestnoten von der Ethical Cultural School ab. Oppenheimer sagte später über seine Kindheit: „Meine Kindheit hatte mich in keiner Weise darauf vorbereitet, dass es grausame, bittere Dinge auf dieser Welt gibt“. Sein „behütetes Familienleben“ habe ihm nicht „die normale, gesunde Möglichkeit eingeräumt, jemals ein Lausbub zu sein“.
1922 begann Oppenheimer sein Studium (M. Sc.) an der Harvard-Universität, das er 1925 mit summa cum laude abschloss. Sein Hauptfach war Chemie, er belegte jedoch auch Fächer wie Griechisch, Architektur, Kunst und Literatur. Erst im dritten Studienjahr begeisterte ihn Professor Percy Bridgman für die Physik. Anschließend fuhr er für weitere Studien zu dem Cavendish Laboratory der Cambridge University unter Leitung von Ernest Rutherford, wo man ihm experimentelle Arbeiten zuwies, für die er wenig Neigung zeigte. Es kam dort auch zu einer persönlichen Krise, die eine psychologische Behandlung erforderlich machte. Nach überstandener Krise wandte er sich der theoretischen Physik zu, für die er außerordentliches Talent bewies. Von Oktober 1926 bis Juni 1927 hielt er sich als Forschungsstudent an der Universität Göttingen auf.

### Oppenheimers Forschungen

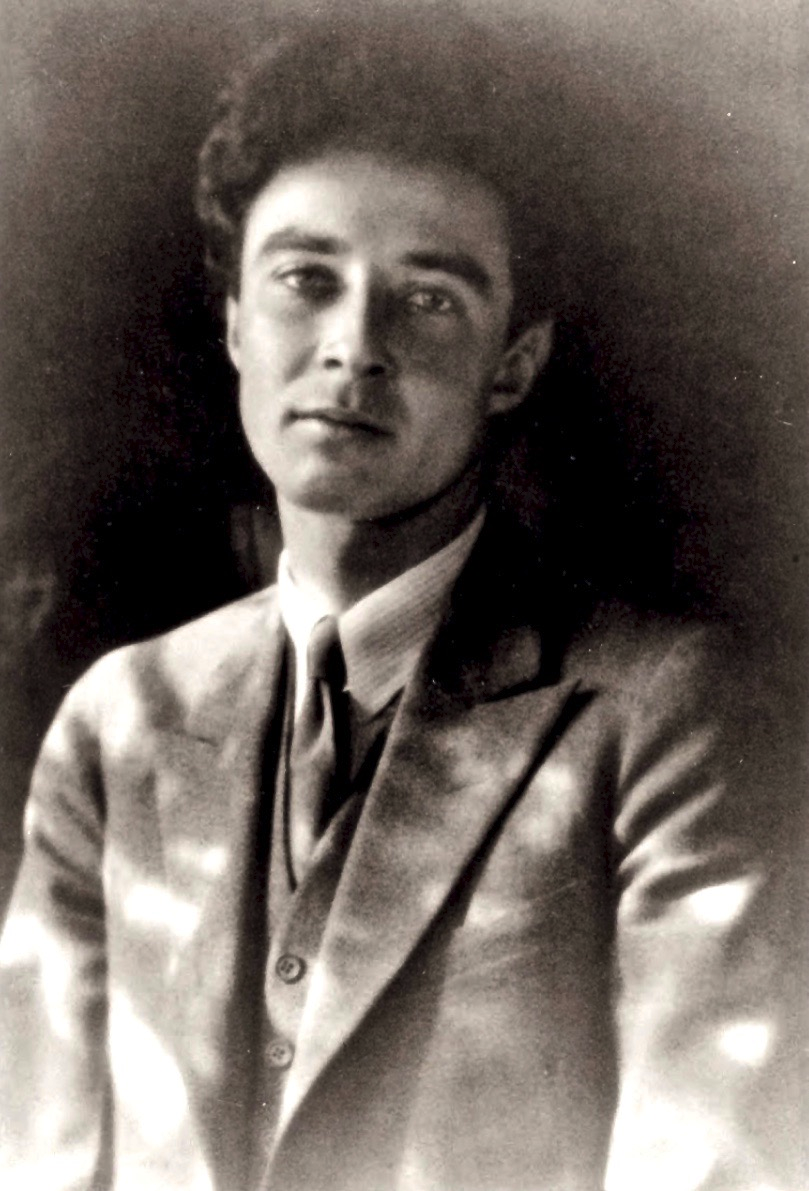
Oppenheimer als Doktorand in Göttingen, 1926/27

1926 veröffentlichte Oppenheimer mehrere Arbeiten über die quantenmechanische Behandlung komplexer Fragen der Atomstruktur. Durch diese Arbeiten wurde Max Born auf Oppenheimer aufmerksam und bot ihm einen Platz als Doktorand in Göttingen an. An der dortigen Universität, dem damals weltweit führenden Zentrum der Atomphysik, kam es zum Gedankenaustausch zwischen dem jungen Oppenheimer und den großen Atomwissenschaftlern der Zeit, Werner Heisenberg, Pascual Jordan, Niels Bohr, Wolfgang Pauli, Enrico Fermi, Paul Dirac und Edward Teller. Er lernte auch Fritz Houtermans und Charlotte Houtermans kennen, die er verehrte und umwarb.

„Fritz Houtermans and Robert Oppenheimer stood out from other students. […] Robert Oppenheimer was very bright; so much so that eventually his colleagues were happy to see Oppenheimer leave for the U.S., after he received his PhD under Max Born in 1927. He was starting to ask questions that James Franck could not answer. I was amazed over his knowledge.
„Fritz Houtermans und Robert Oppenheimer stachen unter den anderen Studenten hervor. […] Robert Oppenheimer war sehr intelligent; so sehr, dass seine Kollegen schließlich froh waren, Oppenheimer in die USA gehen zu sehen, nachdem er 1927 bei Max Born promoviert hatte. Er begann Fragen zu stellen, die James Franck nicht beantworten konnte. Ich war erstaunt über sein Wissen.““

Schnell wurde Oppenheimer einer der großen Wissenschaftler der Quantenmechanik. Von 1926 bis 1929 veröffentlichte er sechzehn bedeutende Beiträge zur Quantenphysik. 1927 wurde Oppenheimer bei Max Born in Göttingen über theoretische Untersuchungen von Spektren „mit Auszeichnung“ promoviert. Anschließend ging er als Fellow des National Research Council zunächst nach Harvard und dann an das California Institute of Technology (Caltech). Von 1928 bis 1929 war er in Leiden und Zürich, wo er mit Wolfgang Pauli zusammenarbeitete. Er kehrte 1929 in die USA zurück und wurde gleichzeitig Assistenzprofessor an der University of California, Berkeley und am Caltech in Pasadena. In den folgenden 13 Jahren pendelte er zwischen den beiden Universitäten und lehrte in Herbst und Winter in Berkeley und im Frühjahr in Pasadena.
Im Jahr 1937 starb sein Vater Julius und hinterließ ihm und seinen Geschwistern ein beachtliches Vermögen. Oppenheimer bildete in Kalifornien eine aktive Schule theoretischer Physiker. Dass in der damaligen, vom spanischen Bürgerkrieg gekennzeichneten Atmosphäre kommunistische Neigungen unter Intellektuellen gang und gäbe waren, denen auch viele Freunde Oppenheimers anhingen, wurde ihm später in der McCarthy-Zeit negativ ausgelegt.
Ab 1936 soll Oppenheimer eine romantische Beziehung zu Jean Tatlock (1914–1944) unterhalten haben, die Mitglied in der Kommunistischen Partei war.
1939 veröffentlichte er auch Arbeiten zur Astrophysik, u. a. eine frühe Untersuchung über Neutronensterne und eine Untersuchung über den gravitativen Kollaps schwerer Sterne zu Schwarzen Löchern (der Name „Schwarzes Loch“ kam allerdings erst in den 1960er Jahren auf).
1940 wurde Oppenheimer in die American Academy of Arts and Sciences gewählt. 1941 wurde er in die National Academy of Sciences und 1945 in die American Philosophical Society aufgenommen.

### Manhattan-Projekt

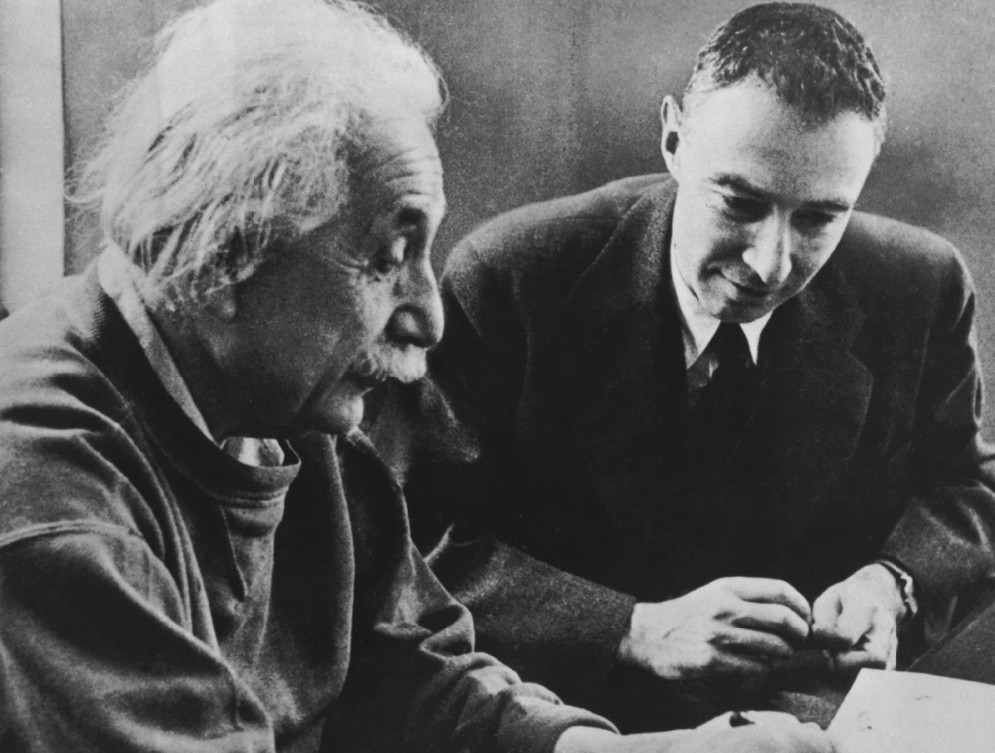
Albert Einstein und Robert Oppenheimer

Während des Zweiten Weltkriegs wuchs bei der amerikanischen Regierung die Sorge, das nationalsozialistische Deutschland könnte als erste Nation eine Atombombe bauen (Uranprojekt). Um dieser Bedrohung zuvorzukommen, wurde mit dem Manhattan-Projekt die Entwicklung einer amerikanischen Atombombe forciert.
Nachdem Robert Oppenheimer und Katherine Oppenheimer 1941 geheiratet hatten, übernahm er 1942 die ihm angebotene wissenschaftliche Leitung des Manhattan-Projekts. Es war unter anderem seine Aufgabe, die besten Wissenschaftler des Landes für das geheime Projekt zu gewinnen. Oppenheimer verlegte das Projekt in die Wüste von New Mexico, wo in über 2.000 m Höhe das Los Alamos National Laboratory errichtet wurde. Diese Forschungseinrichtung beherbergte schließlich etwa 3.000 Menschen.
Die Forschungen in Los Alamos wurden abgeschlossen. Die erste Atombombe der Welt wurde The Gadget (deutsch: „das Gerät“, „die technische Spielerei“) genannt und auf dem Testgelände White Sands Missile Range mit dem Codenamen Trinity (Dreifaltigkeit) in der Wüste von New Mexico am 16. Juli 1945 um 5:29:45 Uhr gezündet. 9 km davon entfernt war ein Bunker errichtet worden.
In Erinnerung an dieses Ereignis zitierte Oppenheimer in einem Interview mit NBC 1965 eine Textstelle aus der „Bhagavad Gita“, einer zentralen heiligen Schrift des Hinduismus: „Now, I am become Death, the destroyer of worlds.“ (deutsch: „Jetzt bin ich zum Tod geworden, zum Zerstörer von Welten“).
Am 6. August 1945, also 21 Tage nach dem Trinity-Test, warfen die Amerikaner die Atombombe Little Boy („kleiner Junge“) über Hiroshima ab. Drei Tage später, am 9. August 1945, warfen sie Fat Man („dicker Mann“) über Nagasaki ab. Insgesamt kamen durch die beiden Atombomben 126.000 Menschen in den ersten Minuten und Stunden durch die Druckwelle, durch die Verbrennung der oberen Hautschicht und die in beiden Städten ausbrechenden Brände um. Weitere 90.000 Menschen starben nach offiziellen Angaben an den Folgen, insbesondere an den erlittenen Strahlenschäden.

### Nachkriegszeit

Robert Oppenheimer (1964)

Oppenheimer erhielt 1946 die Medal for Merit, damals die höchste zivile Auszeichnung der Vereinigten Staaten. 1948 war er Präsident der American Physical Society.
Er geriet zunehmend in Konflikt mit seiner Rolle als „Vater der Atombombe“. 1947 übernahm er den Vorsitz eines Beratungskomitees der amerikanischen Atomenergiebehörde (Atomic Energy Commission, AEC). Dort riet er von der Wasserstoffbombe ab. Daraus entwickelte sich ein Konflikt mit dem Vorsitzenden der AEC, Lewis Strauss (und auch mit Edward Teller, der treibenden Kraft in der Entwicklung der Wasserstoffbombe, dessen Arbeit Oppenheimer behinderte). Die Auseinandersetzungen zwischen Oppenheimer und Strauss spitzten sich derart zu, dass Oppenheimer schließlich – in der McCarthy-Ära – von Strauss als möglicher Spion der Sowjetunion diffamiert wurde. Material für seine Anschuldigungen bekam Strauss ungehindert vom FBI, das Oppenheimers Vergangenheit durchleuchtete, dabei nach politischen „Unsicherheiten“ fahndete und ihn zeitweise rund um die Uhr überwachte.
Im Dezember 1953 wurde Oppenheimer von Strauss informiert, dass seine Sicherheitsfreigabe erneuert werden müsse, weswegen er von April bis Mai 1954 zu einer Sicherheitsanhörung der AEC in Washington D.C. geladen wurde. Er wurde des „Umgangs mit bekannten Kommunisten“ beschuldigt, womit sein Bruder Frank Oppenheimer, seine Ex-Freundin Jean Tatlock, Studenten und Bekannte aus seiner Zeit in Kalifornien in den 1930er Jahren wie David Bohm gemeint waren. Außerdem beschuldigte man ihn, gegen die Wasserstoffbombe zu sein, womit er seine Aufgabe nicht erfülle. Diese Vorwürfe waren größtenteils konstruiert und hatten die deutliche politische Zielstellung, den Wissenschaftler mundtot zu machen. Nur zum Teil gestand das die Untersuchungskommission ein, doch musste sie bald einräumen, dass Oppenheimer seine Meinung frei äußern durfte und in keiner Weise des Verrats schuldig sei. Sie stellte allerdings, festhaltend an dem ihr erteilten politischen Auftrag, fest, dass er (in Sachen der Wasserstoffbombe) „aus welchen Motiven auch immer die Interessen der Vereinigten Staaten geschädigt habe“.
Daraufhin wurde Robert Oppenheimer seine Sicherheitsfreigabe nach einer Zwei-zu-eins-Abstimmung des Anhörungsgremiums entzogen. Dies bedeutete seinen Ausschluss aus geheimen Regierungsprojekten und damit auch eine massive Reduzierung seiner politischen Einflussnahme. In der Presse fand diese Entscheidung größtenteils ein positives Echo. In Physikerkreisen war man dagegen teilweise empört. Besonders Edward Teller bekam die Folgen seiner zwar recht neutral formulierten, für Oppenheimer aber letztendlich fatalen Aussage vor dem Ausschuss zu spüren und wurde von seinen ehemaligen Kollegen teilweise wie ein Aussätziger behandelt.
Oppenheimer kehrte nach Princeton in das Institute for Advanced Study zurück. In wissenschaftlichen Kreisen erhielt er große Unterstützung und wurde 1954 zum Direktor des Institute for Advanced Study wiedergewählt. Seit 1955 gehörte Oppenheimer dem Wissenschaftlichen Beirat der Sachbuchreihe Rowohlts deutsche Enzyklopädie an. Ungeachtet der getroffenen Entscheidung der Untersuchungskommission setzte er sich eindringlich für eine friedliche Verwendung der Ergebnisse aus dem Atomforschungsprogramm ein. In einem seiner Vorträge 1962 stellte er fest, dass „die Welt so wie heute der Möglichkeit ins Auge sehen [muss], zerstört, ja ganz und gar ausgelöscht zu werden“.
Erst neun Jahre nach der Anhörung wurde Oppenheimers Arbeit während des Manhattan-Projekts offiziell gewürdigt. Im November 1963 schlug Präsident John F. Kennedy – der 1959 zusammen mit Lyndon B. Johnson und Stuart Symington zu den drei entscheidenden Senatoren gehörte, die mit ihren Nein-Stimmen überraschend die Bestätigung von Lewis Strauss als Handelsminister verhinderten – vor, ihm den Enrico-Fermi-Preis zu verleihen, ausdrücklich auch um den Ruf des Wissenschaftlers wiederherzustellen. Die Verleihung erfolgte im selben Jahr unter Kennedys Nachfolger und bisherigen Vizepräsidenten Lyndon B. Johnson. Seine „security clearance“ erhielt er nicht zurück.
Am 18. Februar 1967 starb der starke Zigaretten- und Pfeifenraucher Robert Oppenheimer im Alter von 62 Jahren an Kehlkopfkrebs während des Schlafes in seinem Haus in Princeton. Er hinterließ seine Frau Kitty sowie die beiden gemeinsamen Kinder Peter (* 1941) und Katherine „Toni“ Oppenheimer (1944–1977).
Am 16. Dezember 2022 wurde die Entscheidung, ihm die Sicherheitsfreigabe für den Zugriff auf sensible Informationen der Vereinigten Staaten zu entziehen, postum aufgehoben. Dies geschah auf Anordnung von Jennifer Granholm, Ministerin für Energie der Vereinigten Staaten.

## Publikationen (Auswahl)

### Übersetzungen
- J. Robert Oppenheimer: Wissenschaft und allgemeines Denken. Rowohlt, Hamburg 1955. (Ü1)
- J. Robert Oppenheimer: Atomkraft und menschliche Freiheit (= Rowohlts deutsche Enzyklopädie. Band 52). Rowohlt, Hamburg 1957. (Ü2)
- J. Robert Oppenheimer: Drei Krisen der Physiker. Walter Verlag, Olten 1966. (Ü3)

### Englisch (Fachliteratur)
- J. R. Oppenheimer: Zur Quantentheorie kontinuierlicher Spektren. In: Zeitschrift für Physik A Hadrons and nuclei. Band 41, Nr. 4–5, August 1927, S. 268–293, doi:10.1007/BF01391242.
- J. R. Oppenheimer: Note on the Theory of the Interaction of Field and Matter. In: Physical Review. Band 35, Nr. 5, 1. März 1930, S. 461–477, doi:10.1103/PhysRev.35.461 (englisch).
- J. Robert Oppenheimer: The Constitution of Matter (= Condon lectures). Oregon State System of Higher Education, Eugene 1956.
- J. Robert Oppenheimer: Lectures on Electrodynamics (= Documents on modern physics). Gordon and Breach, New York 1970 (englisch, archive.org).
- Robert Oppenheimer: Thirty years of mesons. In: Physics Today. Band 19, Nr. 11, 1. November 1966, S. 51–58, doi:10.1063/1.3047815.

### Englisch (Sachliteratur)
Titel mit (Ü) am Ende wurden ins Deutsche übersetzt.
- J. Robert Oppenheimer: Atomic Weapons and American Policy. In: Foreign Affairs. Band 31, Nr. 4, 1953, S. 525, doi:10.2307/20030987 (englisch).
- J. Robert Oppenheimer: SCIENCE and the Common Understanding. Simon and Schuster, New York 1953 (englisch, archive.org). (Ü1)
- J. Robert Oppenheimer: The Open Mind. Simon and Schuster, New York 1955 (archive.org). (Ü2)
- J. Robert Oppenheimer: 1956: Science and our times. In: Bulletin of the Atomic Scientists. Band 76, Nr. 6, 1. November 2020, S. 356–358, doi:10.1080/00963402.2020.1847481 (englisch).
- Robert Oppenheimer: An Inward Look. In: Foreign Affairs. Band 36, Nr. 2, 1958, S. 209, doi:10.2307/20029277 (englisch).
- J. Robert Oppenheimer: The Flying Trapeze: Three Crises for Physicists (= The Whidden Lectures for 1962). Oxford University Press, London 1964 (archive.org). (Ü3)
- N. Metropolis, Gian-Carlo Rota, David Sharp, J. Robert Oppenheimer (Hrsg.): Uncommon Sense. Birkhäuser Boston, Boston, MA 1984, ISBN 978-1-4684-6737-6, doi:10.1007/978-1-4684-6735-2. (posthum)

## Ehrungen

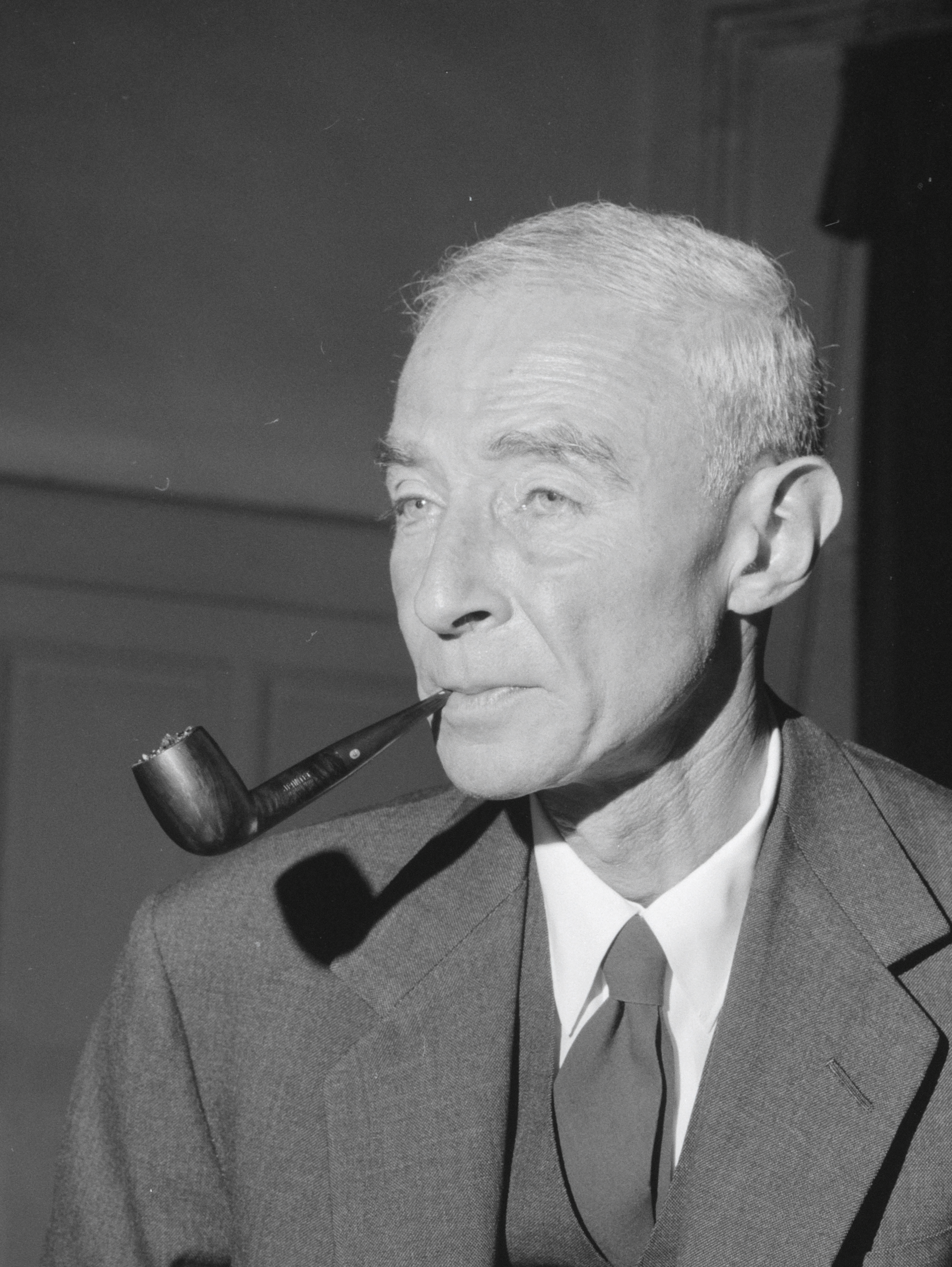
Robert Oppenheimer (1964)

Nach ihm sind der Mondkrater Oppenheimer und der Asteroid (67085) Oppenheimer benannt. Auch das Uranmineral Oppenheimerit wurde im Jahre 2016 nach ihm benannt.
Das Centre for Theoretical Physics der Universität Florida vergab ihm zu Ehren den J. Robert Oppenheimer Memorial Prize.

## Rezeption

### Spielfilme und Serien
- Im Spielfilm Die Schattenmacher (Originaltitel „Fat Man and Little Boy“) aus dem Jahr 1989 übernahm Dwight Schultz die Rolle des Robert Oppenheimer.
- Ebenfalls 1989 entstand unter der Regie von Joseph Sargent der Fernsehfilm Die Bombe (Originaltitel „Day One“), in dem der Schauspieler David Strathairn als Oppenheimer zu sehen war.
- In der Fernsehserie Manhattan (2014–2015) verkörpert Daniel London Oppenheimer in einer wiederkehrenden Nebenrolle.
- 2023 wurde die unter der Regie von Christopher Nolan entstandene Filmbiografie Oppenheimer veröffentlicht, die auf dem Sachbuch American Prometheus: The Triumph and Tragedy of J. Robert Oppenheimer von Kai Bird und Martin J. Sherwin basiert.[28] Die titelgebende Hauptrolle wird von Cillian Murphy verkörpert.[29] Der Film gewann bei der Oscarverleihung 2024 sieben Oscars, unter anderem als bester Film.

### Dokumentarfilme
- J. Robert Oppenheimer – Atomphysiker (Originaltitel: Oppenheimer). 7 Folgen. 350 Min. (50 Min. pro Folge). Regie: Barry Davis. USA 1980.[30][31] In den Realszenen wurde Oppenheimer vom Schauspieler Sam Waterston verkörpert.
- The Day After Trinity. 88 Min. Regie: Jon Else. USA 1981.[32]
- To End All War: Oppenheimer & The Atomic Bomb. 90 Min. Regie: Christopher Cassel. USA 2023.[33][34]
- Spionagefall Robert Oppenheimer. 90 Min. Regie: Bertina Henrichs. ZDF. Deutschland/Frankreich 2025.

### Belletristik
- Haakon Chevalier: Der Mann der Gott sein wollte. Aufbau, Berlin, Weimar 1971, Roman.
- Joseph Kanon: Die Tage vor Los Alamos (englisch: Los Alamos, 2007), Roman, Zeitverlag Gerd Bucerius, Hamburg 2010, ISBN 978-3-8419-0011-1.

### Theater
- Heinar Kipphardt: In der Sache J. Robert Oppenheimer. Theaterstück (1964). Suhrkamp, Frankfurt am Main 1996, ISBN 3-518-10064-5.

### Oper
- Auch die Oper Doctor Atomic des Komponisten John Adams setzt sich mit Oppenheimer auseinander.

### Trivia
Nach Oppenheimer wurde ein Uranmineral, Oppenheimerit, benannt.

### Andere
- Robert Oppenheimer in der Datenbank Find a Grave

### Artikel
- Literatur von und über Robert Oppenheimer im Katalog der Deutschen Nationalbibliothek
- Zeitungsartikel über Robert Oppenheimer in den Historischen Pressearchiven der ZBW
- STERN.DE: Atomphysik: Julius Robert Oppenheimer – der Vater der Atombombe, 21. April 2004.
- Zerrissener Geist. Buchbesprechung der Biographie im Spiegel.
- Christopher Schrader: Hexenjagd auf Oppenheimer. In: Süddeutsche Zeitung, 27. Mai 2013, S. 16.